# Pokal Slovenije 2020/21
Der Pokal Slovenije 2020/21 war die 30. Austragung des slowenischen Fußballpokalwettbewerbs der Herren. Pokalsieger wurde der NK Olimpija Ljubljana, der sich im Finale gegen den NK Celje durchsetzte. Titelverteidiger NŠ Mura war im Achtelfinale ausgeschieden.
Durch den Sieg im Finale qualifizierte sich Olimpija für die 2. Qualifikationsrunde der UEFA Europa Conference League 2021/22.

## Teilnehmer
| Nogometna Liga 2019/20 |
| ---------------------- |
| NK Celje               |
| NK Maribor             |
| NK Olimpija Ljubljana  |
| NŠ Mura                |
| NK Aluminij            |
| NK Bravo               |
| NK Tabor Sežana        |
| NK Domžale             |
| NK Triglav Kranj       |
| NK Rudar Velenje       |

| Sieger des Regionalpokals | Sieger des Regionalpokals           |
| ------------------------- | ----------------------------------- |
| MNZ Celje 1               | NK Mons Claudius, NK Brežice 1919   |
| MNZ Koper                 | FC Koper, NK Jadran Dekani          |
| MNZG Kranj                | NK Bohinj, NK Šenčur                |
| MNZ Lendava               | NK Odranci, NK Nafta Lendava        |
| MNZ Ljubljana             | NK Kalcer Radomlje, ND Ilirija 1911 |
| MNZ Maribor               | NK Dravograd, NK Fužinar            |
| MNZ Murska Sobota         | NK Čarda Martjanci, ND Beltinci     |
| MNZ Nova Gorica           | ND Adria, NK Brda Dobrovo           |
| MNZ Ptuj                  | NK Drava Ptuj, NK Bistrica          |

## Modus
In allen Begegnungen wurde der Sieger in einem Spiel ermittelt. Stand es nach der regulären Spielzeit von 90 Minuten unentschieden, kam es zur Verlängerung von zweimal 15 Minuten und falls danach immer noch kein Sieger feststand zum Elfmeterschießen.
Mannschaften, die sich aus dem gleichen Regionalpokal qualifiziert hatten, konnten in den beiden ersten Runden nicht aufeinander treffen. Unterklassige Teams hatten bis zum Achtelfinale Heimrecht.

## 1. Runde
| Datum                 |                    | Ergebnis |                    |
| --------------------- | ------------------ | -------- | ------------------ |
| 02.09.2020, 16:00 Uhr | NK Bohinj          | 00:10    | FC Koper           |
| 02.09.2020, 16:00 Uhr | ND Adria           | 0:2      | NK Aluminij        |
| 02.09.2020, 16:00 Uhr | NK Šenčur          | 0:7      | NK Nafta Lendava   |
| 02.09.2020, 16:00 Uhr | NK Čarda Martjanci | 1:5      | NK Rudar Velenje   |
| 02.09.2020, 16:00 Uhr | NK Mons Claudius   | 0:8      | NK Kalcer Radomlje |
| 02.09.2020, 16:00 Uhr | NK Dravograd       | 0:6      | NK Drava Ptuj      |
| 02.09.2020, 16:00 Uhr | NK Bistrica        | 1:2      | NK Tabor Sežana    |
| 02.09.2020, 16:00 Uhr | NK Fužinar         | 3:1      | NK Brda Dobrovo    |
| 02.09.2020, 16:30 Uhr | NK Odranci         | 0:1      | NK Triglav Kranj   |
| 02.09.2020, 19:00 Uhr | NK Brežice 1919    | 4:0      | NK Jadran Dekani   |
| 16.09.2020, 15:00 Uhr | ND Ilirija 1911    | 0:6      | NK Domžale         |
| 23.09.2020, 15:00 Uhr | ND Beltinci        | 2:0      | NK Bravo           |

## Achtelfinale
In dieser Runde stiegen die vier Europacup-Teilnehmer NK Celje, NK Maribor, NK Olimpija Ljubljana und NŠ Mura ein.
| Datum                 |                    | Ergebnis               |                       |
| --------------------- | ------------------ | ---------------------- | --------------------- |
| 20.10.2020, 18:00 Uhr | NK Rudar Velenje   | 0:3                    | NK Maribor            |
| 21.10.2020, 14:00 Uhr | NK Kalcer Radomlje | 3:2                    | NK Tabor Sežana       |
| 21.10.2020, 16:00 Uhr | NK Brežice 1919    | 3:3 n. V., (0:2 i. E.) | NK Olimpija Ljubljana |
| 21.10.2020, 18:00 Uhr | FC Koper           | 3:1 n. V.              | NK Aluminij           |
| 22.10.2020, 14:00 Uhr | NK Drava Ptuj      | 2:0                    | NŠ Mura               |
| 17.03.2021, 16:00 Uhr | NK Nafta Lendava   | 3:2                    | NK Fužinar            |
| 18.03.2021, 14:00 Uhr | ND Beltinci        | 0:3                    | NK Domžale            |
| 18.03.2021, 16:00 Uhr | NK Triglav Kranj   | 1:2                    | NK Celje              |

## Viertelfinale
| Datum                 |                  | Ergebnis  |                       |
| --------------------- | ---------------- | --------- | --------------------- |
| 27.04.2021, 15:00 Uhr | NK Celje         | 2:0       | NK Kalcer Radomlje    |
| 27.04.2021, 17:30 Uhr | NK Domžale       | 2:1       | NK Maribor            |
| 28.04.2021, 15:00 Uhr | NK Drava Ptuj    | 0:2       | FC Koper              |
| 28.04.2021, 17:30 Uhr | NK Nafta Lendava | 0:1 n. V. | NK Olimpija Ljubljana |

## Halbfinale
| Datum                 |            | Ergebnis |                       |
| --------------------- | ---------- | -------- | --------------------- |
| 12.05.2021, 18:00 Uhr | NK Domžale | 0:1      | NK Olimpija Ljubljana |
| 13.05.2021, 20:00 Uhr | NK Celje   | 1:0      | FC Koper              |

## Finale
| Paarung               | NK Celje – NK Olimpija Ljubljana |
| Ergebnis              | 1:2 (0:1) |
| Datum                 | 25. Mai 2021 um 20:45 Uhr |
| Stadion               | Stadion Bonifika, Koper |
| Zuschauer             | 1.201 |
| Schiedsrichter        | Dragoslav Perić |
| Tore                  | 0:1 Đorđe Ivanović (32.) 1:1 Ivan Božić (46.) 1:2 Nik Kapun (53.) |
| NK Celje              | Matjaž Rozman – Dušan Stojinović, Žan Zaletel, Advan Kadušić – Jon Šporn (74. Jakob Novak), Matic Vrbanec, Žan Benedičič – Ester Sokler (56. Filip Dangubić), Luka Kerin (80. Stjepan Vego), Mićo Kuzmanović (80. Jure Matjašič), Ivan Božić Cheftrainer: Agron Salja                        |
| NK Olimpija Ljubljana | Nejc Vidmar – Vitālijs Maksimenko (89. Michael Pavlović), Eric Boakye, Antonio Delamea Mlinar, Uroš Korun – Radivoj Bosić (84. Gal Kurež), Timi Max Elšnik, Nik Kapun (78. Nino Pungašek) – Enrik Ostrc, Andrés Vombergar, Đorđe Ivanović (89. Mihailo Perović) Cheftrainer: Goran Stanković |
| Gelbe Karten          | Žan Benedičič, Filip Dangubić, Ivan Božić – Eric Boakye, Enrik Ostrc, Timi Max Elšnik, Nino Pungašek, Žiga Frelih, Michael Pavlović, Đorđe Ivanović |